# 조앤 린빌

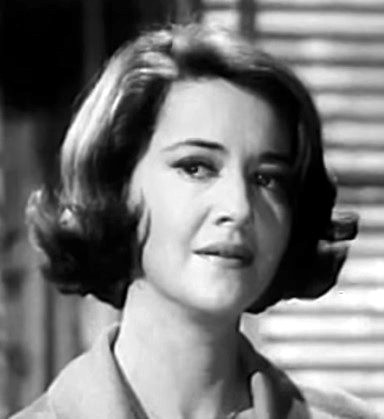
1960년

조앤 린빌(Joanne Linville, 1928년 1월 15일 ~ )은 미국의 배우, 영화배우, 텔레비전 배우이다.
베이커즈필드에서 태어났다.

## 영화
- 제임스 딘(영어판) (2001년)
- 프롬 더 데드 오브 나이트 (1989년) - 앤 모건 역
- 시덕션 (1982년)
- 다이너스티 (1981년)
- 게이블 앤 롬바드 (1976년)
- 스타 탄생 (1976년)
- 명탐정 바나비 존즈 (1973년)
- 샌프란시스코 수사반 (1972년)
- 하와이 5-0수사대 (1968년)
- 인베이더 - 시리즈 (1967년)
- FBI (1965년)
- 딜론 보안관 (1955년)
- 스튜디오 원 (1948년)